# Estret de Bonifacio
L'estret de Bonifacio (en cors, Bucchi di Bunifaziu; en francès, Bouches de Bonifacio; en gal·lurès, Bocchi di Bunifaziu; en italià, Bocche di Bonifacio) és el canal marítim que separa l'illa de Còrsega (França) de l'illa de Sardenya (Itàlia) i que comunica la mar Tirrena amb la part occidental de la mar Mediterrània (els italians anomenen aquest sector «mar de Sardenya»). Fa uns 11 km d'amplada i uns 100 metres de profunditat màxima.
A la sortida oriental de l'estret, vora la costa sarda, es troba l'arxipèlag de la Maddalena, declarat Parc Nacional a Itàlia.
Pren el nom de la ciutat de Bonifacio, a l'illa de Còrsega.